# خرچنگ آبی ژاپنی
خرچنگ آبی ژاپنی (نام علمی: Portunus trituberculatus) نام یک گونه از سرده خرچنگ‌های شناگر است.